# La Nouba des femmes du mont Chenoua
Pour plus de détails, voir Fiche technique et Distribution.
La Nouba des femmes du Mont Chenoua (en arabe : نوبة نساء جبل شنوة) est un film documentaire algérien réalisé en 1979 par Assia Djebar. Le film était le premier de deux films réalisés par Djebar pendant sa décennie de pause dans l'écriture, produits en dehors des cercles cinématographiques algériens.
La bande sonore accompagnante a été composée par le Hongrois Béla Bartók, qui avait visité l'Algérie en 1913 pour étudier la musique populaire. Le film est dédié au musicien, ainsi qu'à Zoulikha Oudai (née Yamina Echaïb), une héroïne de la résistance coloniale algérienne à qui Djebar dédia également La Femme sans sépulture quatre décennies plus tard.
Le film emprunte la structure et prend le titre de Nouba, une forme traditionnelle de musique andalouse composée de cinq parties.
À son apparition, le documentaire suscita des débats en Algérie. Il fut projeté à Carthage en 1978 et à la Biennale de Venise un an plus tard, où il remporta le Prix international de la critique. Il est étudié dans de nombreuses universités américaines,. Il ne reste qu'une seule copie numérique existante du film,.

## Synopsis
Tourné au cours du printemps 1976, le film met en scène Lila, une architecte de trente ans qui retourne dans sa région natale, dans les montagnes de Chenoua, accompagnée de sa fille et de son mari, dont les jambes ont été handicapées à la suite d'un accident. À travers un mélange de fiction, d'images documentaires et d'incursions littéraires, le premier film d'Assia Djebar documente et orchestre un incessant va-et-vient entre la mémoire, l'histoire et le présent, en mettant l'accent sur le rôle des femmes pendant la résistance,,.

## Fiche technique
- Titre : La Nouba des femmes du mont Chenoua
- Réalisation : Assia Djebar
- Scénario : Assia Djebar
- Production : Radiodiffusion télévision algérienne
- Pays de  production :  Algérie
- Durée : 115 minutes
- Date de sortie : Italie - août 1979[10]

## Acteurs
- Zohra Sahraoui
- Aïcha Medeljar
- Fatma Serhan
- Kheira Amrane
- Fatma Oudai
- Khedija Lekhal
- Noweir Sawsan

## Récompense
- Prix FIPRESCI de la Mostra de Venise 1979[11]